# Zigzag (lijn)

Een zigzaglijn.

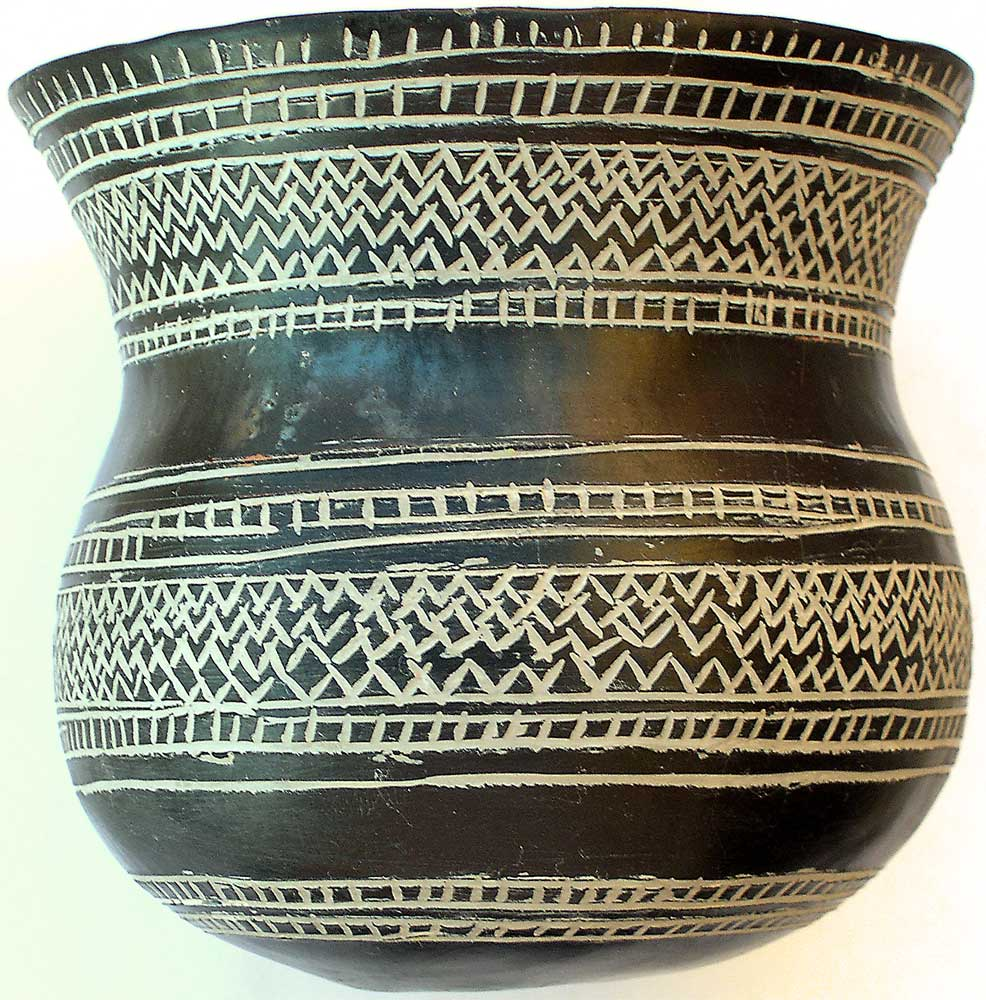
Vaas van de klokbekercultuur (ca. 2000 v. Chr.), Spanje

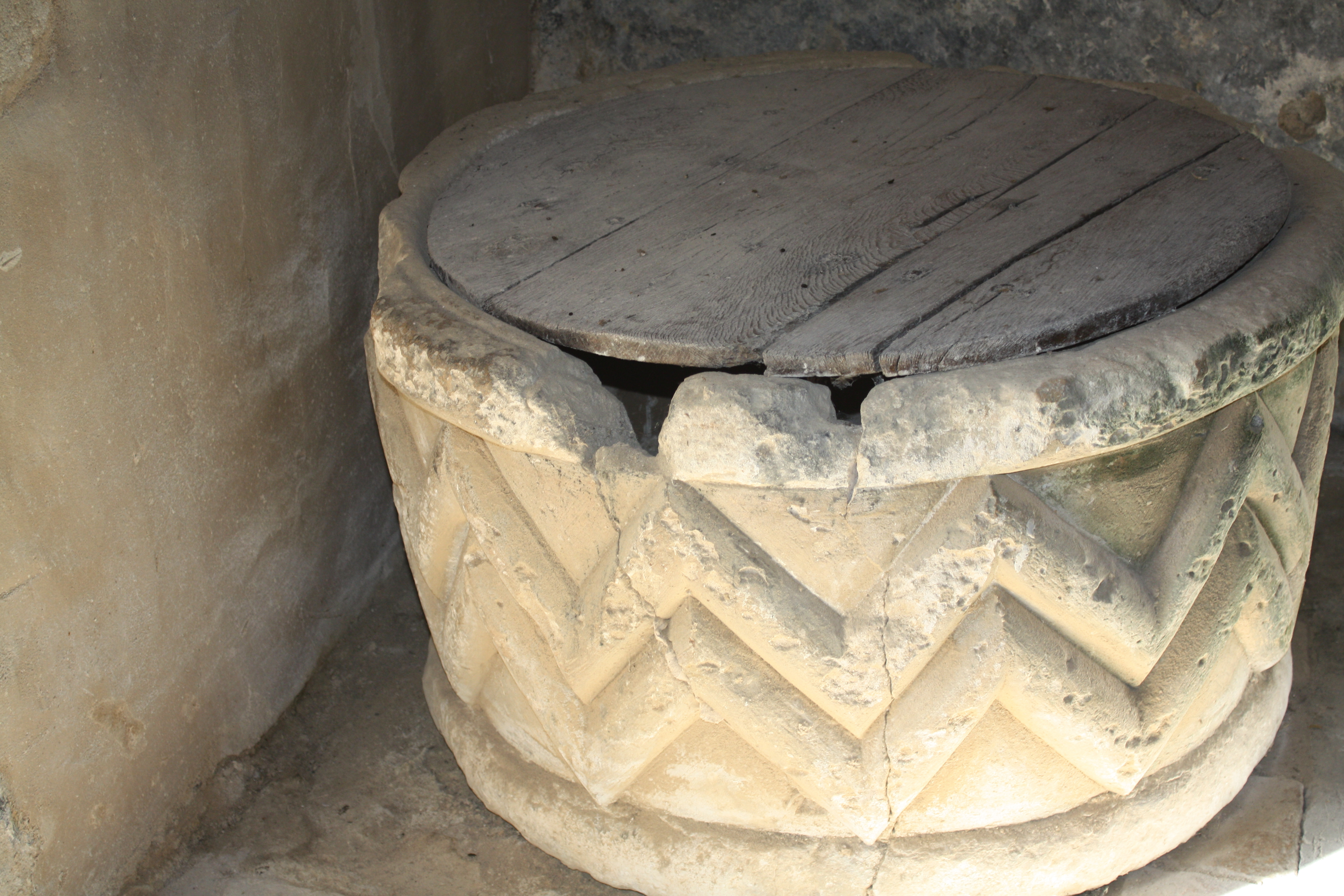
Doopvont uit de Église Saint-Eutrope in Sainte-Colombe (ca. 1150)

Een zigzag (of zigzaglijn) is een gebroken lijn van korte stukken die heen en weer gaat en bestaat uit een zich herhalend patroon met steeds dezelfde scherpe hoek. Ook patronen die deze exacte vorm benaderen worden als zigzagpatroon beschouwd. Zigzagpatronen behoren tot de oudste versieringen en worden, behalve in de klassieke bouwkunst, ook veel in de architectuur gevonden.
De letters N, V, W en Z hebben een zigzag-vorm.
Naaimachines kunnen zigzagsteken maken, die gebruikt worden om bijvoorbeeld rafelende randen van een stuk stof snel te omzomen.